# Wilhelm-Robert Grosz
Wilhelm-Robert Grosz (ur. 17 czerwca 1966 w Săcele) – rumuński narciarz klasyczny uprawiający zarówno skoki narciarskie, jak i kombinację norweską, a następnie trener. Uczestnik mistrzostw świata seniorów (1991), wielokrotny mistrz kraju.

## Życiorys
Grosz w latach 1983–1993 należał zarówno do reprezentacji Rumunii w skokach narciarskich, jak i w kombinacji norweskiej. Był czołowym zawodnikiem swojego kraju w obu tych dyscyplinach. W skokach narciarskich sześciokrotnie zdobywał mistrzostwo Rumunii, a w kombinacji norweskiej po tytuł ten sięgał dwa razy. Jego trenerem był wówczas Gheorghe Gerea.
14 i 15 stycznia 1984 wystąpił w swoich jedynych w karierze konkursach Pucharu Świata w skokach narciarskich, zajmując w Harrachovie i Libercu tę samą, 68. lokatę (w obu przypadkach – ostatnią). W latach 1984–1993 kilkukrotnie brał udział w zawodach Pucharu Europy, jednak nigdy nie zdobył punktów do klasyfikacji generalnej tego cyklu. W lutym 1991 wziął udział w indywidualnej rywalizacji skoczków narciarskich na mistrzostwach świata – na skoczni dużej był 62., a na normalnej 63., w obu konkursach plasując się na ostatniej pozycji.
W kombinacji norweskiej najlepsze wyniki na arenie międzynarodowej osiągał w 1985 roku – w organizowanym dla państw bloku wschodniego Pucharze Przyjaźni zajął wówczas 11. miejsce, a w konkursie Pucharu Europy w Oberhofie uplasował się na 12. lokacie. Wziął także udział w kończących sezon 1985/1986 zawodach Pucharu Świata w Szczyrbskim Jeziorze.
W 1993 zaczął pracę jako trener skoków narciarskich. Funkcję tę pełnił w klubach CSS Dinamo Braszów, CSS Brașovia i CSU Braszów. Od 2002 w roli tej współpracuje także z reprezentacją Rumunii w tej dyscyplinie sportu. Ponadto jest pracownikiem naukowym na uczelni Universitatea Transilvania din Brașov.

## Osiągnięcia

### Skoki narciarskie

#### Mistrzostwa świata

##### Indywidualnie
| 1991 Val di Fiemme/Predazzo | – | 63. miejsce (skocznia normalna), 62. miejsce (skocznia duża) |

#### Puchar Świata

##### Miejsca w poszczególnych konkursachPucharu Świata
Do sezonu 1992/1993 obowiązywała inna punktacja za konkurs Pucharu Świata.
| Sezon 1983/1984                                                                        |             |             |             |            |                        |           |               |                   |           |         |         |         |               |               |       |       |       |             |      |            |            |         |         |        |        |        |        |        |        |        |        |        |        |        |        |        |        |        |        |        |        |        |
| Thunder Bay                                                                            | Thunder Bay | Lake Placid | Lake Placid | Oberstdorf | Garmisch-Partenkirchen | Innsbruck | Bischofshofen | Cortina d'Ampezzo | Harrachov | Liberec | Sapporo | Sapporo | IO – Sarajewo | IO – Sarajewo | Lahti | Lahti | Falun | Lillehammer | Oslo | Oberstdorf | Oberstdorf | Planica | Planica | punkty | punkty | punkty | punkty | punkty | punkty | punkty | punkty | punkty | punkty | punkty | punkty | punkty | punkty | punkty | punkty | punkty | punkty | punkty |
| -                                                                                      | -           | -           | -           | -          | -                      | -         | -             | -                 | 68        | 68      | -       | -       | -             | -             | -     | -     | -     | -           | -    | -          | -          | -       | -       | 0      | 0      | 0      | 0      | 0      | 0      | 0      | 0      | 0      | 0      | 0      | 0      | 0      | 0      | 0      | 0      | 0      | 0      | 0      |
| Legenda                                                                                |             |             |             |            |                        |           |               |                   |           |         |         |         |               |               |       |       |       |             |      |            |            |         |         |        |        |        |        |        |        |        |        |        |        |        |        |        |        |        |        |        |        |        |
| 1 2 3 4-10 11-15 poniżej 15 - – zawodnik nie wystartował lub zajął miejsce poniżej 15. |             |             |             |            |                        |           |               |                   |           |         |         |         |               |               |       |       |       |             |      |            |            |         |         |        |        |        |        |        |        |        |        |        |        |        |        |        |        |        |        |        |        |        |